# Torre de Torre Alta

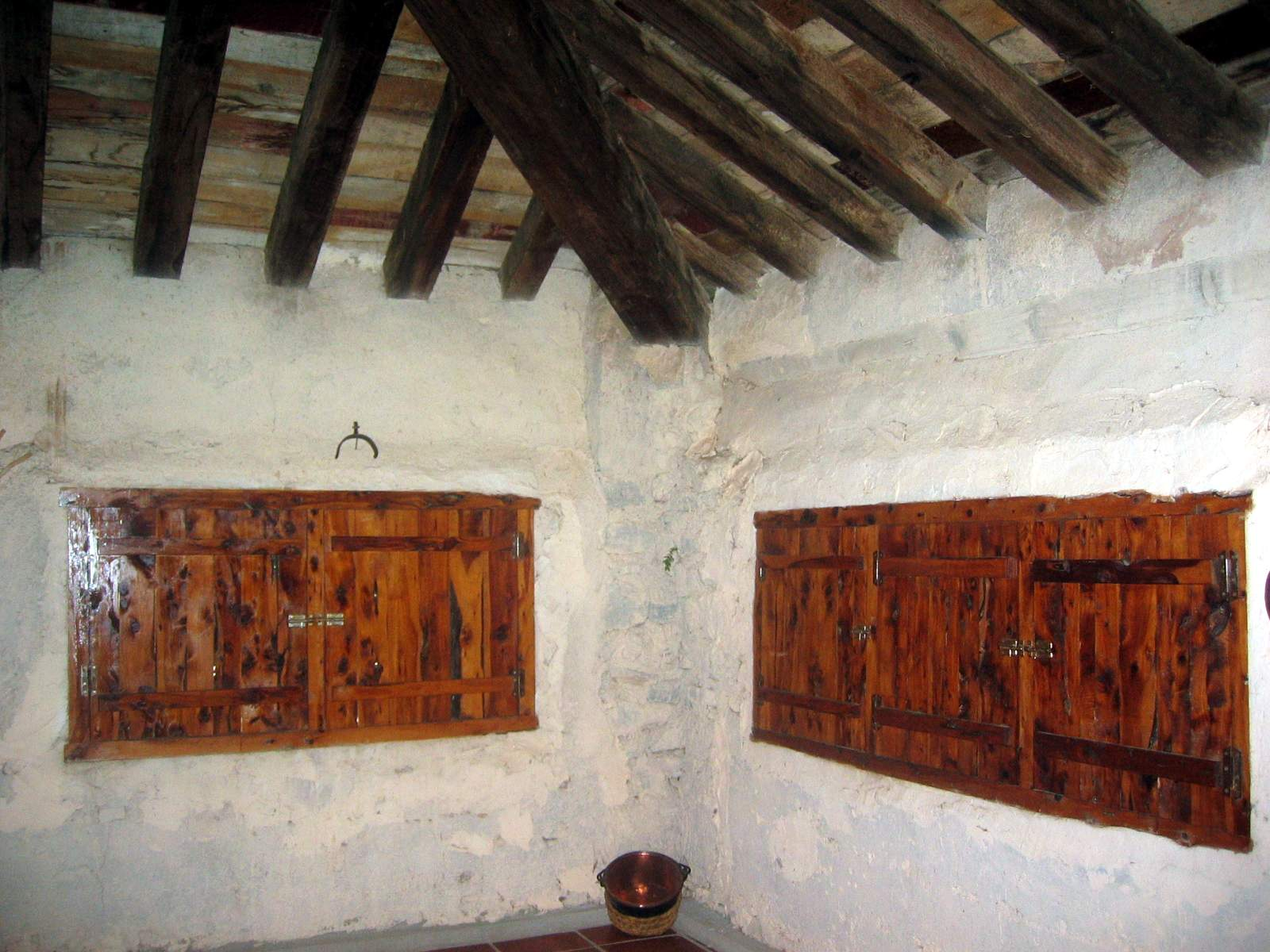
Detalle de la armadura de la cubierta a cuatro aguas del Torreón de Torrealta (2012).

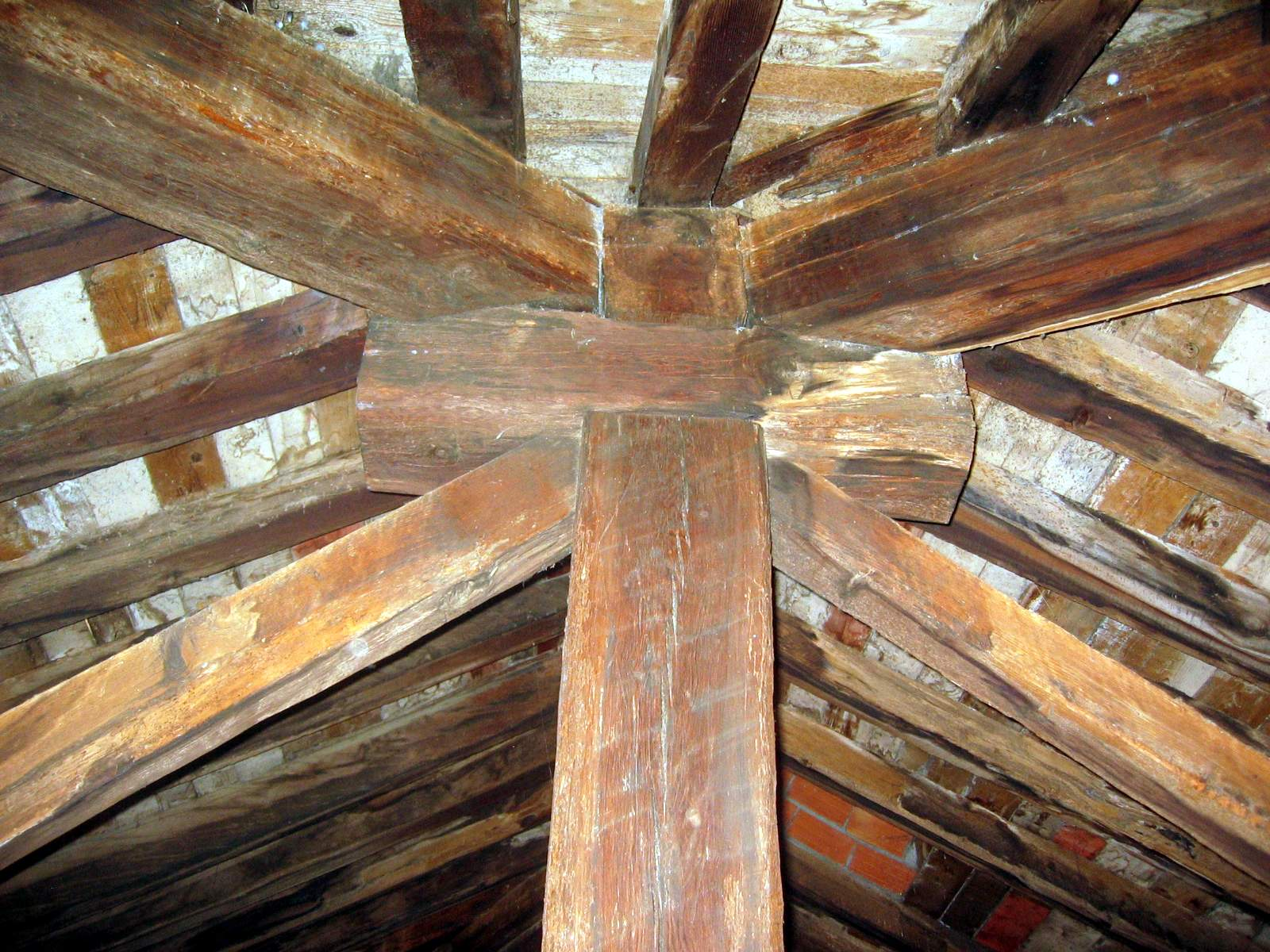
Detalle de la armadura de la cubierta a cuatro aguas del Torreón de Torrealta (2012).

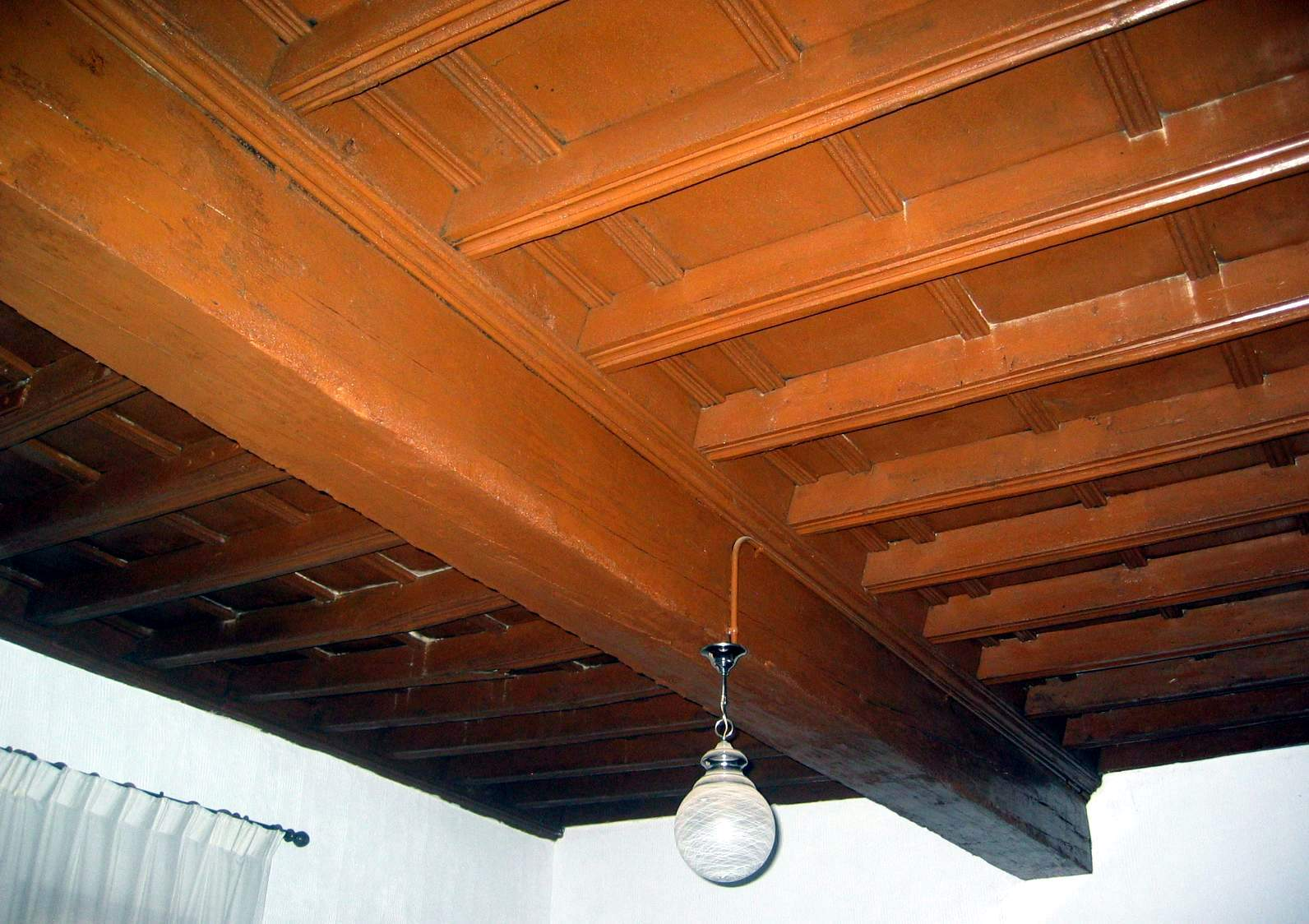
Detalle del artesonado de la cocina en el Torreón de Torrealta (2012).

La torre de Torre Alta (también, Torreón de Torrealta) es una torre defensiva situada en la pedanía de Torrealta, municipio de Torrebaja, Comunidad Valenciana (España).
Es bien de interés cultural con registro ministerial R-I-51-0010978 de 28 de enero de 2003.

## Historia
En los textos renacentistas, a Torrealta se la nombra como Torre Somera, Torre Susana o Torre Jusana, pues "Somera", "Susana" o "Jusana" significan "Alta".
El «Torreón de Torrealta» fue propiedad de los Garcés de Marcilla, que devinieron en barones de Andilla por matrimonio de don Francisco Garcés de Marcilla con doña Rosalía Diez Girón de Rebolledo, y Llorens, Señora, y Baronesa de la Villa, Castillo, y Baronía de Andilla, hecho que tuvo lugar a finales del siglo XVIII (1780).
A principios del siglo XX, los bienes del antiguo señorío (casas y tierras) fueron vendidos entre los aparceros que los cultivaban. La Casa Grande y el jardín, que es el terreno que la rodea por abajo, así como El Cerrado, situado por encima de la plaza Mayor, fueron regalados por el barón de Andilla al administrador, señor Manuel Roselló Adalid (1866-1958), en premio por su buen hacer. Según un censo municipal de 1939, dicho señor, natural de Tramacastiel (Teruel), figura como habitador en el n.º 53 de la calle del Remedio: dicho número de policía corresponde a la Casa Grande de Torrealta. Según otras versiones, el barón vendió El Cerrado al administrador por catorce mil pesetas, regalándole los demás bienes. Sea como fuere, los actuales propietarios de la Casa Grande de los Garcés de Marcilla y el anexo torreón fortificado, que constituye dos propiedades independientes, son los nietos y bisnietos del antiguo administrador.

## Descripción
La torre es de planta cuadrada, con cuatro plantas de altura y tejado a cuatro aguas. Los gruesos muros son de ladrillo, y la cobertura de teja árabe.
En la primera planta destaca el artesonado de la cocina, tipo alfarje, con vigas de piso (jaldetas) y viga maestra (jácena).
A los pisos altos del torreón se accede mediante una estrecha escalera de caracol con peldaños de yeso.
La armadura de la techumbre posee una estructura con cuatro faldones, subtipo lima-bordón. La cobertura bajo teja se halla recibida de tabicas de madera, basadas en tablas alargadas.
Presenta pocos huecos, estando estos situados en la última planta. En la fachada principal hay un balcón y una ventana, esta en la planta baja, aunque ambos elementos son añadidos posteriores.
La torre estaba rematada por un cadalso de madera de madera que recorría las cuatro fachadas: las vigas que lo soportaban todavía son visibles.